# Grosourdya tripercus
Grosourdya tripercus är en orkidéart som först beskrevs av Oakes Ames, och fick sitt nu gällande namn av Leslie Andrew Garay. Grosourdya tripercus ingår i släktet Grosourdya och familjen orkidéer. Inga underarter finns listade i Catalogue of Life.